# Breein Tyree
Breein Alon Tyree (Somerset (Nueva Jersey), 13 de enero de 1998) es un baloncestista estadounidense que pertenece a la plantilla del  Petkim Spor de la BSL turca. Con 1,88 metros de estatura, juega en la posición de base.

## Trayectoria deportiva

### UNiversidad
Es un jugador formado en el Rutgers Preparatory School de su ciudad natal y en el St. Joseph High School de Metuchen (Nueva Jersey), antes de ingresar en 2016 en la Universidad de Misisipi, donde jugaría durante cuatro temporadas la NCAA con los Ole Miss Rebels, desde 2016 a 2020

### Profesional
Tras no ser elegido en el Draft de la NBA de 2020, el 25 de noviembre de 2020 firmó su primer contrato profesional con los Miami Heat. El 16 de diciembre de 2020, los Heat finalizaron el contrato del jugador y tres días más tarde, firmó por los Toronto Raptors para que jugase en su equipo de la NBA G League, los Raptors 905. 
El 1 de marzo de 2021, Tyree finalizó su contrato con los Raptors 905. El 16 de octubre de 2021, Tyree volvió a firmar con los Toronto Raptors y volvería a unirse a los Raptors 905, con el que disputó la temporada 2021-22 en la NBA G League.
El 2 de agosto de 2022, firma con el BC Oostende de la BNXT League. El 17 de septiembre de 2022, ganó la Supercopa BNXT con Oostende tras anotar 35 puntos en su debut contra el Heroes Den Bosch.
El 21 de junio de 2024 firmó con el Petkim Spor de la Basketbol Süper Ligi.